# Lindø
Die Insel Lindø (deutsch „Lindeninsel“; es gibt mehrere Inseln dieses Namens in Dänemark) liegt bei der dänischen Insel Langeland bei Lindelse im Süden des „Lindelse Nor“, einer flachen Meeresbucht. Auf der zweitgrößten der fünf Inseln im Nor, die vermutlich aus einer Landzunge entstand, die durch den Meeresanstieg zur Insel wurde, wurde eine der fundreichsten dänischen Siedlungen der jüngeren Steinzeit untersucht. Heute führt ein Damm auf diese niedrige Insel, auf der es nur einen Hof gibt. Lindø ist für die Öffentlichkeit nicht zugänglich.

## Steinzeitliche Funde
Die Nordgruppe der Trichterbecherkultur (TBK) wird von der Forschung in sechs nach den Fundorten benannten Untergruppen unterschieden:
- Curslack (Hamburg), Rosenhof bei Dahme (Ostholstein), Satrup und Fuchsberg im Kreis Schleswig-Flensburg
- sowie Troldebjerg, Lindø und Klintebakken, alle auf Langeland.

Während der Steinzeit wurde Lindø mehrmals besiedelt, am intensivsten gegen Ende der Megalithzeit (etwa 2.800 v. Chr.), aus der die meisten Funde stammen. Wie die Bewohner der etwa zeitgleichen Siedlung Troldebjerg, so haben sich auch die Leute von Lindø von ihren landwirtschaftlichen Produkten, von der Viehhaltung sowie von Schalentieren und Fischen ernährt. Man fand Spuren kleiner Häuser mit Lehmwänden und einer Feuerstelle am Boden.
Die Ausgrabungen auf Lindø wurden von Jens Winther (1863–1955) beschrieben. Die Funde sind im Langeland-Museum ausgestellt.

## Dolmen bei Bogøgård

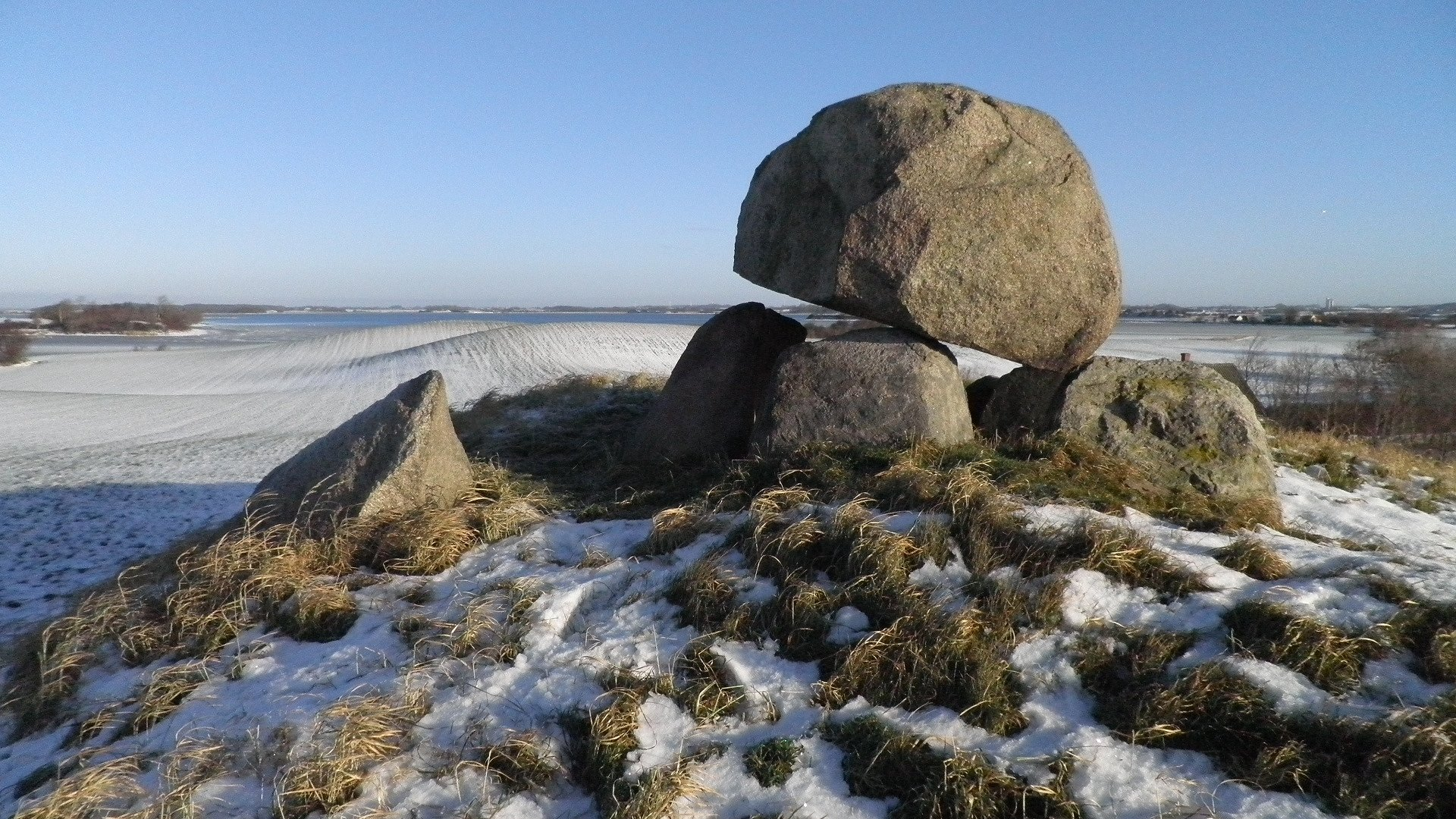
Dolmen bei Bogøgård

Südlich des Lindelse Nor, etwa einen Kilometer Luftlinien von Lindø, zwischen dem Hof Bogøgård und dem Hügel "Store Vejlebjerg", liegt ein nicht untersuchter Dolmen auf einer kleinen Anhöhe. Es ist der erhaltene Teil einer Kammer von birnenförmigem Grundriss, deren übrige Teile, wie auch der umgebende Hügel, nicht mehr vorhanden sind. Das vorzeitliche Denkmal besteht aus kleinen, regelmäßigen Tragsteinen, auf denen noch ein riesiger Deckstein ruht. Der Dolmen ist eine zwischen 3500 und 2800 v. Chr. erbaute Megalithanlage der Trichterbecherkultur (TBK). Neolithische Monumente sind Ausdruck der Kultur und Ideologie neolithischer Gesellschaften. Ihre Entstehung und Funktion gelten als Kennzeichen der sozialen Entwicklung.